# Kilwa Kisiwani
Die Ruinen der ehemaligen Hafenstadt Kilwa Kisiwani (Swahili, „Kilwa auf der Insel“, historische portugiesische Schreibweise Quiloa) liegen etwa 280 km südlich von Daressalam in der Region Lindi im Distrikt Kilwa in Tansania. Sie befindet sich auf einer Insel, die vom Festland mit dem Hauptort Kilwa Masoko durch einen nur 1,5 km breiten Meeresarm des Indischen Ozeans getrennt ist. 2007 lebten noch etwa 500 Einwohner in einfachen Lehmhütten auf der Insel.
Bedeutende historische Bauwerke in Kilwa sind zwei Moscheen und ein großes Bürgerhaus. Im 13. bis 16. Jahrhundert lag in Kilwa ein bedeutendes Handelszentrum des Indienhandels für Gold, Silber, Perlen, Parfums, arabisches Steingut, persische Keramik und chinesisches Porzellan. Sie war im 13. und 14. Jahrhundert die bedeutendste Stadt an der Ostküste Afrikas.
Die Stadt gehört zusammen mit Songo Mnara seit 1981 zum UNESCO-Weltkulturerbe. Von 2004 bis 2014 wurde sie aufgrund Fehlens jeglicher Maßnahmen, um den Verfall der Ruinen aufzuhalten, in die Liste des gefährdeten Welterbes aufgenommen.

## Geschichte

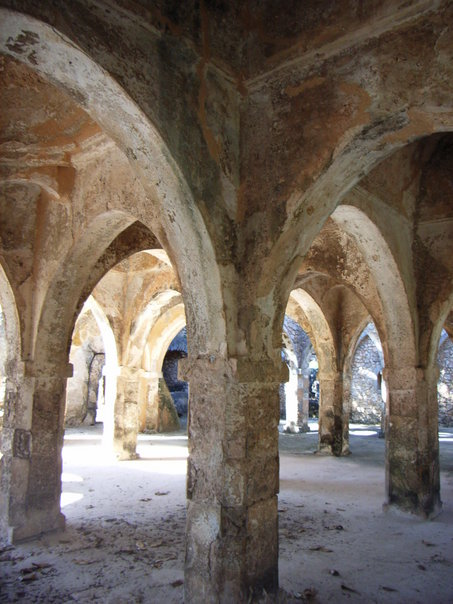
Die große Moschee in Kilwa

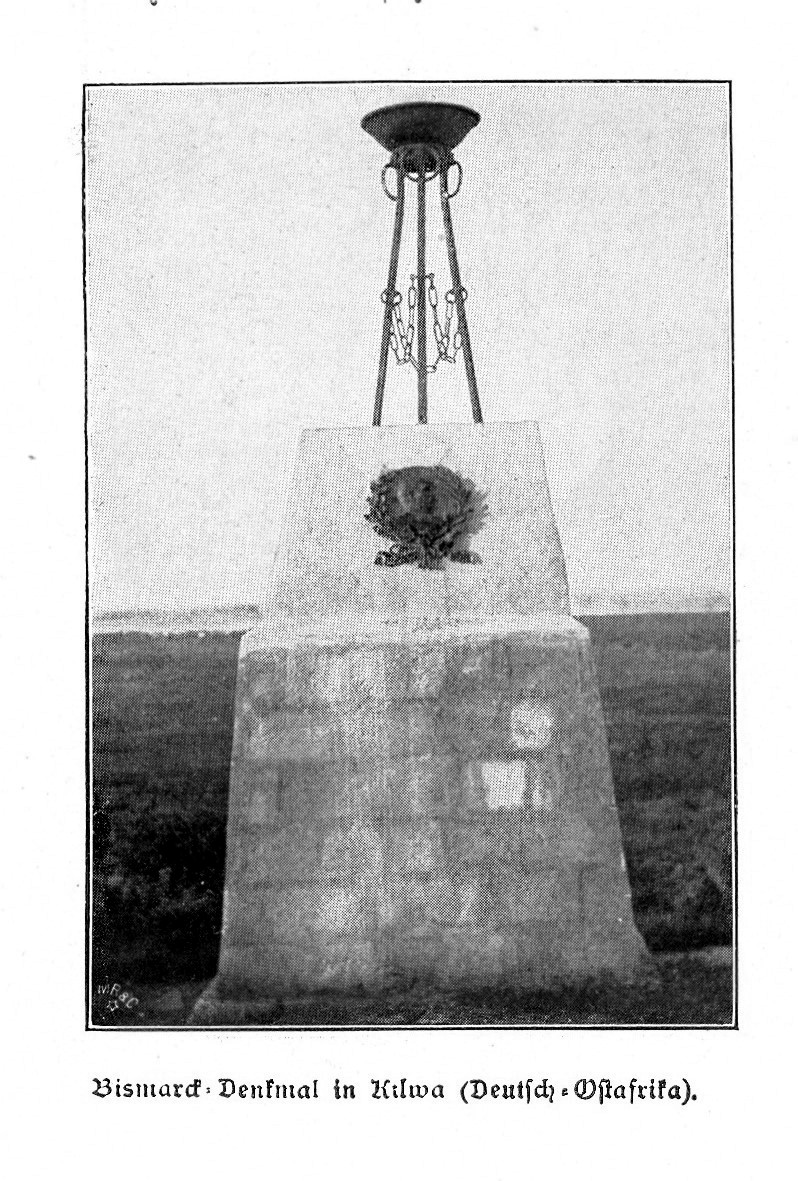
Später zum Signalturm umfunktioniert

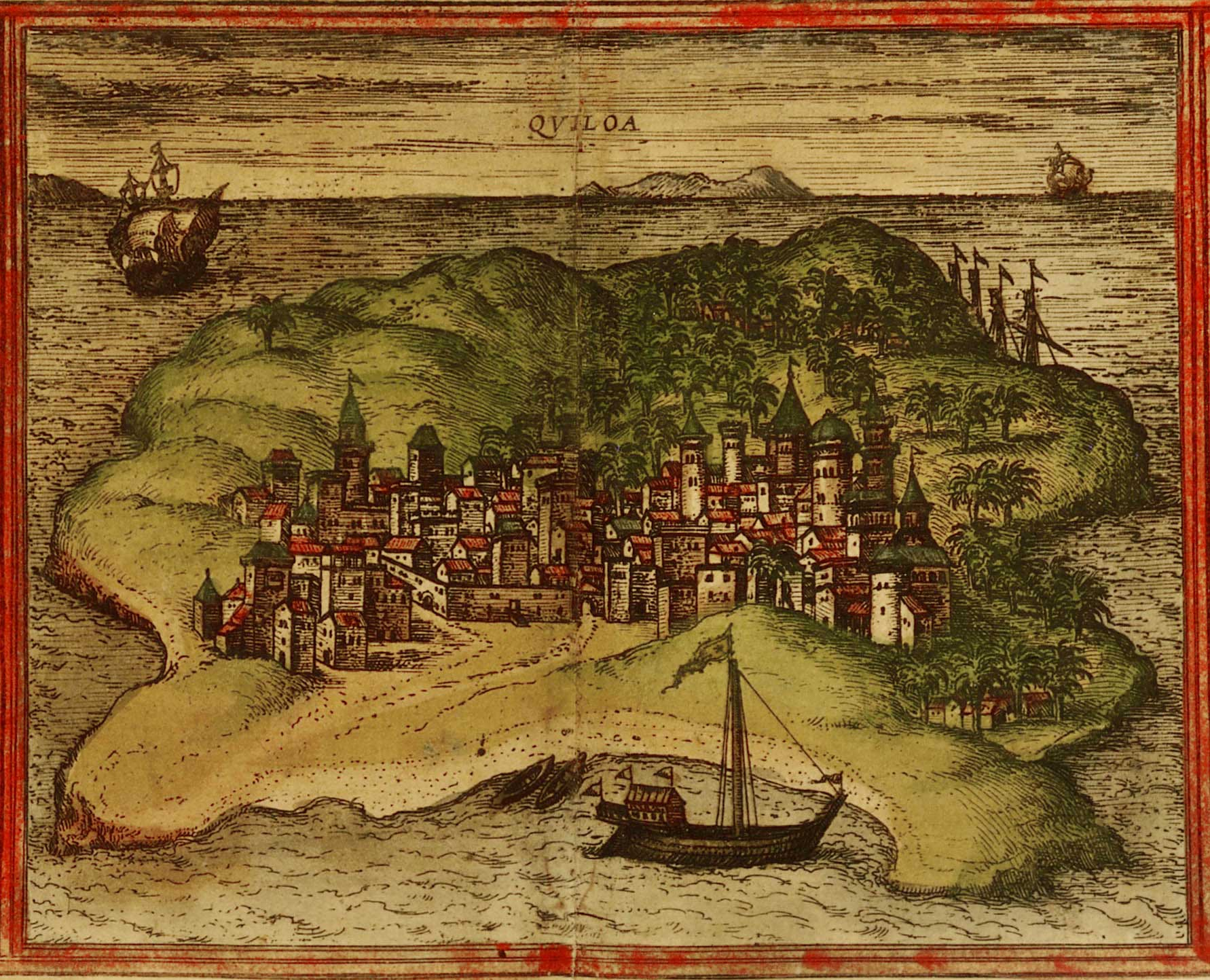
Die reiche Stadt Kilwa um 1520, Illustration aus Civitates orbis terrarum vol. I von Georg Braun und Franz Hogenberg (Ausgabe Beschreibung vnd Contrafactur der vornembster Stät der Welt, Köln 1582)

Die Geschichte der Stadt ist aus der Kilwachronik bekannt, die um 1520 verfasst wurde. Danach wurde die Stadt im Jahr 975 von dem Perser Ali ibn Hasan aus Schiras gegründet, der die Schiraz-Dynastie gründete. In Kilwa wurden seit Beginn des 12. Jahrhunderts auch eigene Münzen geprägt. Seit ca. 1300 regierte hier die jemenitische Mahdalidynastie, deren erster Herrscher al-Hasan bin Talut war. Unter seinem Enkel Al-Hasan ibn Sulaiman Abu'l-Mawahib (ca. 1310–1333) erlebte die Stadt ihre größte Blüte und erhielt zahlreiche bedeutende Bauwerke. 1331 besuchte Ibn Battuta die Stadt. Seine Reisebeschreibung ist die erste und über Jahrhunderte einzige überlieferte Quelle. Am Ende des 14. Jahrhunderts ist jedoch ein gewisser Niedergang festzustellen. Ab 1375 wurden keine Münzen mehr geprägt und die große Moschee verfiel langsam. Zu Beginn des 15. Jahrhunderts wurden jedoch wieder einige weitere Moscheen errichtet und die große Moschee der Stadt umgebaut.
1505 kam die Stadt nach der Eroberung und Plünderung durch Francisco de Almeida unter portugiesische Kontrolle, die aber nur bis 1512 dauerte. Die Stadt erholte sich zum Teil wieder, verfiel dann aber im 17. Jahrhundert. Sie erfuhr erst wieder im späten 18. Jahrhundert durch den Sklavenhandel einen weiteren Aufschwung und kam 1784 unter die Herrschaft der Busaidi-Dynastie von Oman. Die setzte einen Liwali (Statthalter) ein, dessen Amtssitz allerdings später nach Kilwa Kivinje verlegt wurde, das auch den Inselort als Marktplatz und Hafen für den Sklavenhandel ablöste.
Siehe auch Städte an der ostafrikanischen Küste (800–1500)

## Erhaltene Ruinen

### Husuni Kubwa
Der Palast Husuni Kubwa wurde von Sultan al-Hasan ibn Sulaiman Abu'l-Mawahib (um 1310–1333) erbaut oder zumindest stark erweitert. Es handelte sich in seiner Zeit um das größte in Stein erbaute Gebäude südlich der Sahara. Der Palast bestand aus mehreren großen Höfen, in einem von ihnen befand sich ein großes Bad mit einem oktogonalen Becken. Viele Räume besaßen Gewölbe, die Wände waren mit Friesen dekoriert. Im Palast befand sich auch eine kleine Moschee. Im Palast fand man drei Inschriften, eine davon erwähnt den Sultan al-Hasan ibn Sulaiman, der auch an einer Moschee in Kilwa baute. Die Reste seiner baulichen Anlagen liegen etwa 1,5 Kilometer außerhalb der Stadt direkt am Meer.

### Gereza
Die erste Festung wurde wahrscheinlich im späten 15. Jahrhundert errichtet. Der heutige Festungsbau wurde im frühen 19. Jahrhundert von Arabern aus dem Oman an der Stelle der ersten Festung und unter Verwendung einiger Mauerreste errichtet – vermutlich auf Befehl des Imam von Maskat. Die Benennung Gereza stammt von der vorübergehenden Nutzung als Gefängnis. Erhalten blieben der quadratische Bau mit zwei runden Türmen sowie einem Rechteckturm, dazwischen mehrere Mannschaftsräume. Das historische Holztor wurde im Februar 2012 ausgebaut und befindet sich künftig im Nationalmuseum in Dar-es-Salaam.

### Große Moschee

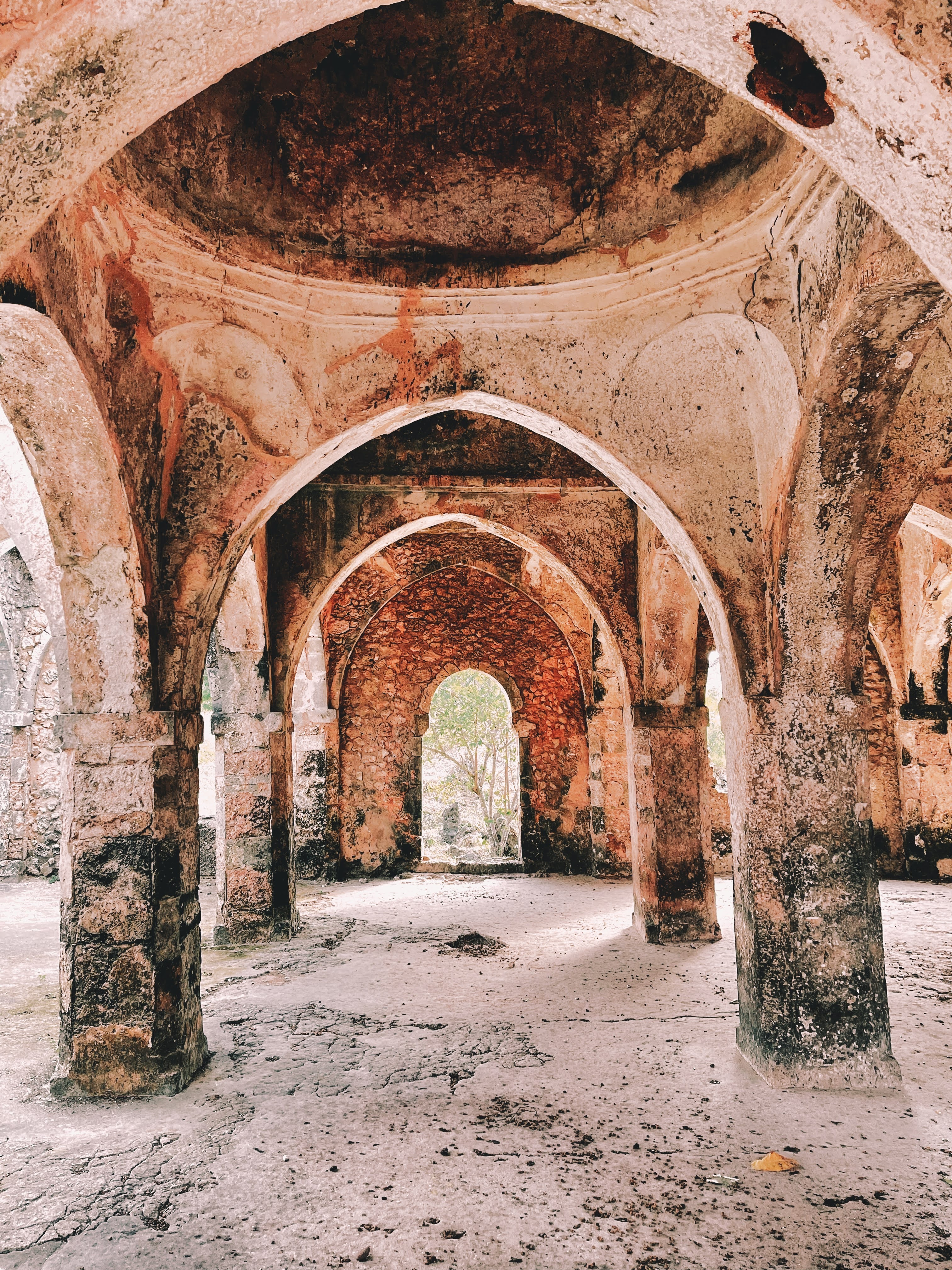
Great Mosque Kilwa Kisiwani, Kilwa Masoko Ward, Kilwa District, Lindi Region

Der früheste Teil, vermutlich die nördliche Gebetshalle, stammt aus dem 12. Jahrhundert. Erbaut zwischen 1131 und 1170 (nach historischen Aufzeichnungen), zeigt dieser rechteckige Bau die typische Bauweise der Zeit. Die tragenden Wände wurden aus quadratischen Korallenkalksteinblöcken errichtet, drei symmetrische Eingänge mit gewölbten Decken boten Zugang. Einzigartig für Moscheen in dieser Region war das flache Dach, das von neun sechseckigen Säulen aus einzelnen Baumstämmen getragen wurde.
Im frühen 14. Jahrhundert wurde die Anlage unter Sultan al-Hasan ibn Sulaiman, der auch den nahe gelegenen Husuni Kubwa Palast errichten ließ, erheblich erweitert. Zu dieser Erweiterung gehörte wahrscheinlich auch die große Kuppel, die Ibn Battuta bei seinem Besuch 1331 beschrieb.
Der Mihrab, die Nische, die die Gebetsrichtung anzeigt, scheint eine spätere Ergänzung zu sein. Seine Gestaltung – ein Spitzbogen, Kapitelle, Pilaster, Friese und ein kanneliertes Halbkuppelgewölbe – unterscheidet sich von der ursprünglichen Struktur. Hervorstehende Korallenblöcke deuten auf das Vorhandensein eines festen hölzernen Minbars hin, während Spuren von länglichen Nischen in der Hauptnische auf einen möglichen Einfluss von Shirazi hindeuten. Diese Elemente könnten bei der Renovierung von einem früheren Entwurf übernommen worden sein.

Alte Königsburg

### Makutani-Palast
Westlich der Moschee findet sich der Makutani-Palast aus dem 16. Jahrhundert. Dieser wurde nach dem portugiesischen Überfall erbaut und ist architektonisch einfacher ausgeführt als die Husuni Kubwa.

## Filme
- Abenteuer Archäologie: Die vergessene Geschichte der Suaheli. 27-minütige Filmdokumentation von Agnès Molia, Raphaël Licandro für Arte (Frankreich 2018)
- Lost Places, Folge 62: Golanhöhen – Die syrische Todeszone. 2021. Letzter Beitrag der Folge.